# جوزيف جيلمان
جوزيف جيلمان (بالإنجليزية: Joseph Gilman)‏ هو قاضي وسياسي أمريكي، ولد في 5 مايو 1738 في إيكستر في الولايات المتحدة، وتوفي في 14 مايو 1806 في مارييتا في الولايات المتحدة. انتخب عضو مجلس ولاية نيوهامبشير.